# Татарская слобода Алма-Аты
Татарская слобода (первонач. Ташкентская) — исторически сложившееся национальное поселение в 60-х года XIX века к востоку от укрепления Верное. В настоящее время район известен под названием Татарка.

## История
В Татарской слободе селились торговые люди, ремесленники, промышленники, прибывшие из Семипалатинской области, Казанской, Вятской, Тобольской губерний губерний, Тюмени и Туркестана. По данным переписи 1879 г. в Татарской слободе проживало 592 человека, или 4 % к населению Верного (14837). Местные власти предоставляли зажиточной части населения льготы при отведении земли под дом или огород, для строительства предприятий по выработке кожи (в том числе знаменитой семипалатинской юфти), овчины, кирпича, свечей, а также мыловарен, салотопен, шерстомоек.
Облик бывшей Татарской слободы определяют несколько улиц Медеуского района (в советское время называвшегося Фрунзенский), включенных в городскую черту в период 1957—1962 годов, названных в 1927 году по географическому признаку — откуда прибыли переселенцы — Астраханская, Казанская, Крымская, Оренбургская, Уфимская и Татарская.
Границы слабоды в пределах улиц Разьездная, Малая, Крымская, Уфимская.